# Kirchlespitz
Kirchlespitz är en bergstopp i Liechtenstein. Den ligger i den sydöstra delen av landet, 6 km sydost om huvudstaden Vaduz. Toppen på Kirchlespitz är 1 890 meter över havet.
Den högsta punkten i närheten är Augstenberg, 2 359 meter över havet, 3,0 km sydost om Kirchlespitz. Närmaste större samhälle är Triesen, 4,5 km väster om Kirchlespitz. 